# Procession saint Jean-Baptiste de Piéton
 (mai 2018).

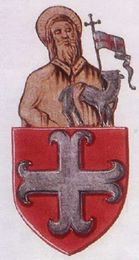
Saint Jean

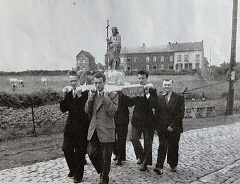
Pèlerins transportant la statue de Saint Jean

La Procession Saint Jean-Baptiste de Piéton est une marche en l’honneur du patron de la paroisse de Piéton, Saint Jean-Baptiste, invoqué pour obtenir la guérison des migraines, de l'épilepsie, de maladies nerveuses et de frayeurs des enfants. 
Au calendrier liturgique, cette célébration se déroule le jour de sa naissance, le 24 juin. Néanmoins, si cette date ne tombe pas un dimanche, la procession se déroule le dimanche suivant.

## Histoire
En 1925 commence la première procession. Les pèlerins et les villageois assistent à une messe célébrée à leur intention avant de démarrer le tour. Devant la paroisse se dressent de nombreuses échoppes vendant des objets religieux. Durant le pèlerinage, les volontaires portent la statue de Saint Jean-Baptiste, bénie par le curé, pour faire le tour du village.
Durant la Seconde Guerre mondiale, la procession est interrompue. Dès 1946, le pèlerinage refait surface, même si l’après-guerre a entrainé une diminution importante du nombre de participants. Pour permettre à la procession de retrouver sa popularité, le comité organisateur invite, en 1983, le groupe des marcheurs de la Vierge Marie à participer au pèlerinage. Dès lors, de nombreux groupes s’ajoutent peu à peu à la liste des participants tels que les cipayes de Jumet, les sapeurs et les grenadiers de l’empire de Thuin, les Preudhommes et Bourgeois de Binche, les archers de sainte Apolline de Sars-la-Buissière, , etc.
La procession ne comporte plus d’échoppes religieuses de nos jours, mais elle bénéficie toujours d’une messe organisée par le curé. Les pèlerins démarrent la procession à partir de l’Église, groupe par groupe, avant d’effectuer une première halte à la chapelle de la rue Langlois. Durant la marche, des pèlerins sonnent le cor. La procession se termine en soirée par une retraite aux flambeaux. 